# Gare de Sendagaya
La gare de Sendagaya (千駄ケ谷駅, Sendagaya-eki) est une gare ferroviaire de la ville de Tokyo au Japon. Elle est située dans le quartier de Sendagaya dans l'arrondissement de Shibuya. La gare est desservie par la ligne Chūō-Sōbu de la JR East.

## Situation ferroviaire
La gare de Sendagaya est située au point kilométrique (PK) 15,5 de la ligne Chūō-Sōbu.

## Histoire
La gare a été inaugurée le 21 août 1904.

## Services aux voyageurs

### Accès et accueil
La gare dispose d'un bâtiment voyageurs, avec guichet, ouvert tous les jours.

### Desserte
- Ligne Chūō-Sōbu  :
  - voie 1 : direction Shinjuku, Nakano et Mitaka
  - voie 2 : direction Akihabara, Funabashi et Chiba

### Intermodalité
La station de métro Kokuritsu-Kyōgijō de la ligne Ōedo est située à proximité de la gare.